# Саманта Картер
Сама́нта «Сэм» Ка́ртер (англ. Samantha «Sam» Carter, родилась 29 декабря 1968) — персонаж научно-фантастических телесериалов «Звёздные врата: SG-1», «Звёздные врата: Атлантида» и «Звёздные врата: Вселенная» которую играет Аманда Таппинг.
Доктор Саманта Картер — гений астрофизики. Она эксперт в технологии врат и может прочесть почти всё, что касается символики на вратах и образования из них адресов. Впервые появляется в первой серии сериала «Звёздные врата: SG-1», в эпизоде «Дети Богов».

## Биография
Саманта Картер родилась в семье военнослужащего ВВС США. После школы Саманта поступила в Военно-воздушную академию Колорадо Спрингс, где она заинтересовалась астрофизикой.
Саманта Картер пришла в программу «Звёздные врата» из Пентагона, где она в течение нескольких лет работала над программой «Звёздных врат». Картер имеет степень доктора наук в астрофизике.
У Саманты есть отец, генерал-майор Джейкоб Картер, брат Марк Картер и двое племянников, дети её брата. Когда Саманта была подростком, её мать погибла в автомобильной катастрофе — этот инцидент повлек много разногласий между Самантой, Марком и Джейкобом.
Картер — технологический эрудит, отлично разбирающийся во множестве областях — от астрофизики до квантовой механики, от разработки программного обеспечения до биологии, и это все в дополнение к её военной роли. Она — генератор нестандартных решений, способна быстро схватывать суть внеземных технологий и применять их для решения всевозможных проблем, с которыми сталкивается команда SG-1 в своих путешествиях по вселенной. Саманта дизайнер и администратор земных наборных устройств Звёздных врат, и — один из передовых экспертов по системе Stargate, наряду с Родни МакКеем.
Картер — наиболее типичный «гик»: эксперт и интуитивно талантливый человек, чье мастерство передовых научных дисциплин сочетается с её трудностями в «нормальной» жизни. Она тратит своё свободное время и отпуск на эксперименты, детально изучая данные и внеземные технологии, приобретённые в течение миссий. Как все «гики», Саманта наслаждается и глубоко поглощена своей работой, что приводит в замешательство О’Нилла, хотя он и открыто заявляет, что её мозг может считаться национальным достоянием. Иногда Картер выражает сожаление о своей неспособности заниматься личной жизнью, но в то же время она не может вырваться из своих интеллектуальных страстей.

## События в «Звёздных вратах SG-1»
До событий, показанных в сериале, Саманта несколько лет провела в Пентагоне, работая над проектом «Звёздные врата». О предыдущей военной карьере известно, что во время войны в Заливе её налёт составил 100 часов во вражеском воздушном пространстве.
Капитан Картер присоединяется к команде SG-1 в пилотной серии «Дети Богов» по приказу Пентагона, что сначала вызывает дикое недовольство её будущего командира полковника Джека О’Нилла. Однако со временем Саманте удаётся завоевать его доверие, уважение, и даже нечто большее. В начале второго сезона её тело захватывает ток’ра по имени Джолинар, однако это вовремя обнаруживается Кассандрой — маленькой девочкой, которую Сэм привела с собой на Землю после того, как население её родной планеты Ханки было полностью истреблено гоа’улдами. Саманта и Джолинар помещаются под стражу в Шайенн, но это не предотвращает нападения ашрака — наёмного убийцы Системных Лордов, посланного уничтожить Джолинар. В результате этого инцидента Джолинар умирает в теле Картер и жертвует своей жизнью ради её спасения, что в дальнейшем сильно повлияет на ход событий в сериале. У Картер остаются отрывки воспоминаний Джолинар и появляется способность управлять некоторыми устройствами гоа’улдов силой мысли. В самом начале третьего сезона Саманте присваивается звание майора.
В результате того, что воспоминания Джолинар не дают Саманте покоя, SG-1 отправляется на поиски и устанавливает контакт с расой Ток’ра (Отрицающих Ра) — расой, которая по своей природе является гоа’улдской, но отвергает такую классификацию, не принимает насильственное слияние с человеком и направляет свою деятельность на борьбу с Системными Лордами, а в первую очередь с Верховным Системным Владыкой Ра. В то же время Сэм предлагает своему отцу Джейкобу, по совместительству отставному генерал-майору и старому приятелю генерала Хаммонда, принять симбионта ток’ра по имени Селмак, что дало бы ему возможность излечиться от рака. В результате Джейкоб соглашается, принимает симбионт и остаётся с Ток’ра, а Земля приобретает ценного союзника в борьбе с гоа’улдами на многие годы.
В начале четвёртого сезона инцидент с устройством ток’ра вынуждает Саманту и её командира Джека О’Нилла признать, что они заботятся друг о друге намного больше, чем того требует устав. По сути это единственный раз, когда они заявили о своих чувствах вслух в данной реальности, без намёков и уловок. Ещё в одном эпизоде четвёртого сезона Саманте Картер с помощью активных звёздных врат, соединённых с планетой, поглощаемой чёрной дырой, удаётся взорвать звезду, что уничтожает флот Системного Лорда, гоа’улда Апофиса.
Застряв на борту земного космического корабля «Прометей», Саманта остаётся совершенно одна на борту громадного судна, где активно галлюцинирует. Друзья и родственники, являющиеся плодом её воображения, задают много каверзных вопросов о том, счастлива ли она, чего ждет от жизни, почему поступает так или иначе. Примечательным является разговор с Джеком (конечно же, ненастоящим) на тему, что было бы, если бы они наконец перестали прятать свои истинные чувства, который заканчивается страстным поцелуем. Однако два эпизода спустя Сэм начинает встречаться с другом своего брата — полицейским Питом Шанаханом, но всё это больше похоже на попытку влиться в социум, чем на серьёзное увлечение. Ещё два эпизода спустя на одной из миссий убивают доктора Джанет Фрейзер, которая служила в SGC с самого начала программы и была в дружеских отношениях с SG-1, а особенно с Картер, так как они являлись немногими представительницами женского пола на базе. Смерть Джанет оказала сильное влияние на Саманту, и, будучи эмоционально нестабильной, она даже пытается в открытую признаться Джеку О’Ниллу в своих чувствах, но не завершает своё откровение. Судя по всему, после смерти доктора Фрейзер Саманта берет на себя ответственность заботиться о Кассандре — приёмной дочери доктора, которую SG-1 привели с опустошенной планеты Ханка — хотя в сериале об этом на прямую не говорилось, но на основе нескольких фраз и событий можно легко сделать такой вывод.

## События в «Звёздных вратах Атлантида»

### Сезон 2
Когда доктор Маккей попал в ловушку под водой в тонущем «Прыгуне», его единственным шансом для выживания была галлюцинация Саманты Картер («Грейс под давлением»).

### Сезон 4
Становится во главе Атлантиды. Занимает управляющую должность в течение всего сезона.

## События в «Звёздных вратах Вселенная»

### Сезон 1
В пилотной серии «Воздух» Саманта Картер является командиром корабля «Хаммонд», названного в честь бывшего командующего базой Звёздных Врат генерала Джорджа Хаммонда.

## Личная жизнь
Личная жизнь у Саманты до Программы Звездных Врат была не слишком успешной: она была помолвлена с капитаном Джонасом Хансеном, однако разорвала с ним отношения до того, как дело дошло до свадьбы. Придя в КЗВ, она вряд ли думала что сможет влюбиться в своего начальника, но так или иначе, у них с полковником О’Ниллом сложились взаимные чувства, официально они признались друг другу в серии «Разделяй и властвуй», да и то лишь потому что этого требовали обстоятельства. Они прошли вместе можно сказать огонь, воду, медные трубы, почти смерть, но это не помешало Картер заводить лёгкие ничем не примечательные романы (Мартуф, Нарим, Орлин). Правда, в 7-м сезоне (серия «Химера») выясняется, что у Картер есть поклонник, полицейский Пит. Он даже предложит ей руку и сердце, но после смерти отца Сэм расстанется с ним.
Её сердце отчаянно пытался добиться другой физик, Родни МакКей, но Сэм всячески пыталась сказать ему, что они не пара. Однако всякий раз, когда они работали вместе, Родни не мог удержаться и лишний раз напоминал ей, что у них могло бы что-то получиться (кстати, в одной параллельных реальностей они даже были женаты, хотя брак и не был идеальным). Отношения Картер и О’Нилла так до конца и не выяснены, ни в сериалах, ни в завершающих последующих фильмах. Возможно все точки будут расставлены в новом полнометражном фильме по вселенной «Звездных Врат».

## Отзывы
Журнал Variety в рецензии на пилотный эпизод «Дети Богов» отметил героиню Таппинг как «напористую», а её действия назвал «деревянными». Тори Айленд Мелл, рецензент от IGN, заявил, что присутствие Картер было «ударом в лицо» и далее отметил, что она «недостаточно действует». Компания AOL назвала её одним из 100 самых запоминающихся женских персонажей в телесериалах.

### Обзор в книге «Reading Stargate»
Авторы книги «Reading Stargate» описывают Саманту Картер как вполне самодостаточный персонаж, созданный не просто для разбавления мужской команды Звёздных врат. Одно из главных отличий Картер от большинства женских персонажей других фантастических фильмов — интеллект, за который её уважают мужчины (подобно агенту Скалли из «Секретных материалов»).
Картер — голубоглазая блондинка, с красивым, но почти не показываемым зрителю телом (в отличие, например, от Зены из одноименного сериала и полуголых девушек из «Звёздного пути»). Режиссёры прячут красоту Саманты, оставляя зрителям лишь лицо. В бо́льшей части сериала персонаж находится на задании, одетый в форму Звёздных Врат, очень похожую на армейскую. Но и вне работы Картер одевается довольно скромно. 
Персонаж обладает физической силой (но не сверхсилой Зены), полученной в ходе службы в армии США, интеллектом, знаниями в области физики. Поэтому, при решении возникающих в ходе сериала задач перед Картер всегда стоит выбор в использовании своих способностей — ума или грубой силы и оружия.
Обладая выдающимся интеллектом, Саманта иногда принимает неверные решения, но её идеи зачастую оказываются решением проблемы и выходом из тупиковой ситуации. Несмотря на своё умение решать проблемы, персонаж неидеален и противоречив, имеет свои достоинства и недостатки, в целом являясь вполне сбалансированным и продуманным персонажем.

### Награды
В 2000 году Аманда Таппинг была номинирована на премию «Leo» в категории «Лучшая ведущая роль в драматическом сериале» за эпизод «Точка зрения» и выигрывала награду в 2003 за эпизод «Вознесение», в 2004 — за «Грейс» и в 2005 — за «Нити».
Таппинг была номинирована на премию «Сатурн» в категории «Лучшая телеактриса второго плана» в 2000, 2001, 2002, 2003, 2004 годах и выиграла эту награду в 2005.
Кроме того, актрису в 2008 году номинировали на премию «Джемини» в категории «Лучшая актриса в продолжающейся ведущей драматической роли» и на премию Constellation в категории «Выдающийся канадский вклад в научно-фантастический фильм или телесериал»..